# VWA Rhein-Neckar
Die Verwaltungs- und Wirtschafts-Akademie Rhein-Neckar e.V. (kurz VWA Rhein-Neckar) wurde 1956 als Verwaltungs- und Wirtschafts-Akademie gegründet und ist eine gemeinnützige Bildungseinrichtung in Mannheim. Der ursprüngliche Träger war die Kommunale Arbeitsgemeinschaft Rhein-Neckar. In den 1970er Jahren verselbständigte man die VWA Rhein-Neckar in der Rechtsform eines eingetragenen Vereins. Getragen wird der Verein von Städten und Unternehmen der Rhein-Neckar-Region.
Die VWA Rhein-Neckar e.V. bietet Weiterbildungsgänge für Fach- und Führungskräfte aus Verwaltung und Wirtschaft an, wie beispielsweise den Weiterbildungsstudiengang Betriebswirt (VWA). In Kooperationsmodellen mit deutschen Hochschulen werden zudem akademische Studiengänge zum Bachelor of Arts sowie Master of Arts angeboten. 
Darüber hinaus verfügt die VWA Rhein-Neckar über eine Seminarabteilung, welche Seminare für Fach- und Führungskräfte anbietet. Die Seminarabteilung wird unter der Marke VWA Training betrieben.
Die VWA Rhein-Neckar ist Mitglied im Bundesverband Deutscher Verwaltungs- und Wirtschafts-Akademien.

## Studienangebot der VWA Rhein-Neckar
- Betriebswirt (VWA)
- Bachelor of Arts in Kooperation mit der Fachhochschule Südwestfalen
- Bachelor of Arts in Kooperation mit der SRH Fernhochschule - The Mobile University
- Master of Arts in Kooperation mit der Hochschule Kaiserslautern[3]

## Seminarangebot der VWA Rhein-Neckar
- Digitalisierung
- Finanz- und Kommunalwirtschaft
- Führungsfortbildung
- Kinderbetreuung und Schule
- Kommunalwesen und Kultur
- Krankenhaus
- Mietrecht/Liegenschaften
- Öffentlichkeitsarbeit
- Personalwesen
- Sekretariat und Assistenz
- Sozial- und Methodenkompetenz
- Soziale Leistungen der Kommunen
- Inhouse-Seminare
- Coaching für Fach- und Führungskräfte[4]